# St. Cyriakus (Weiden)

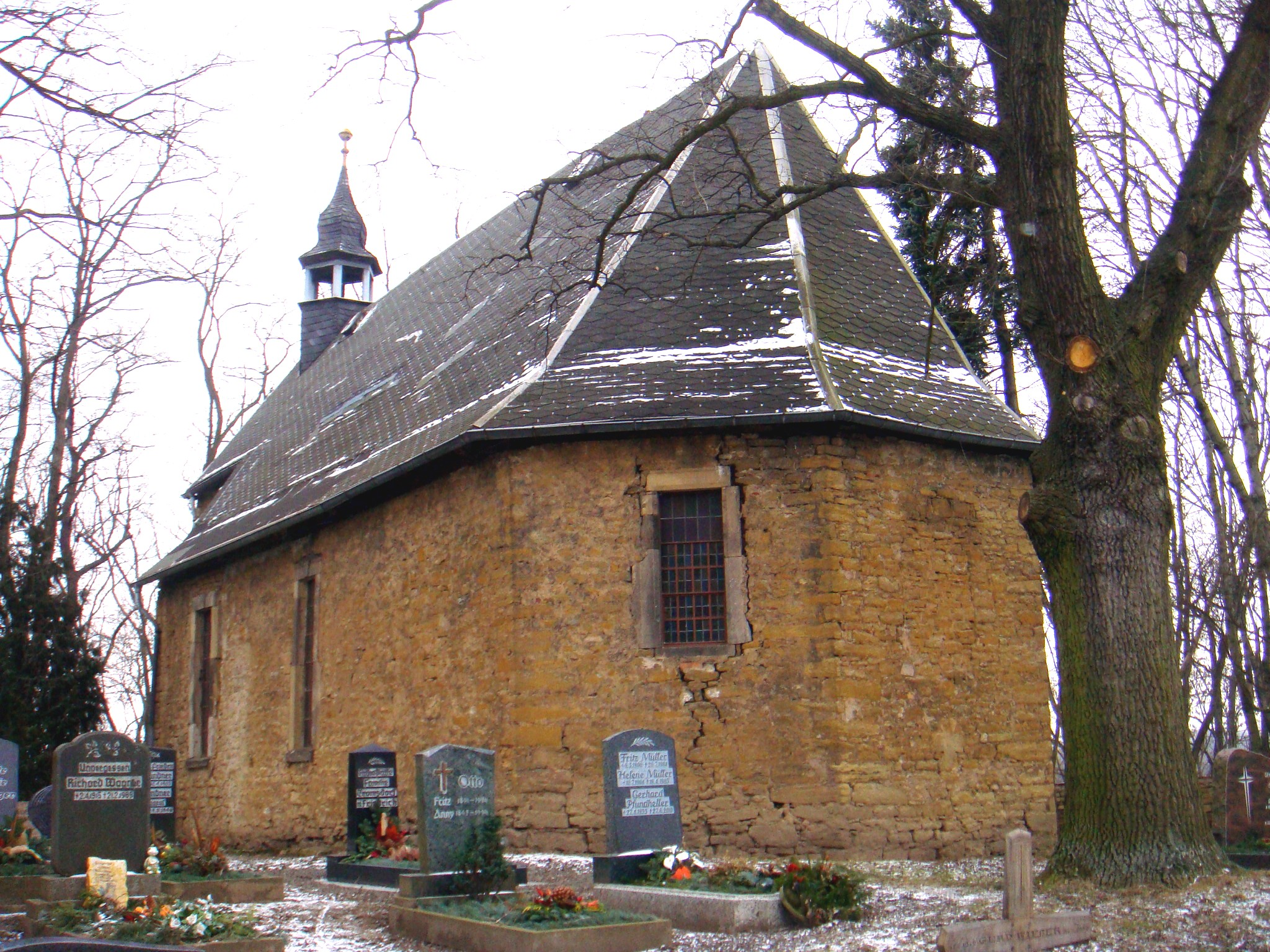
St. Cyriakus

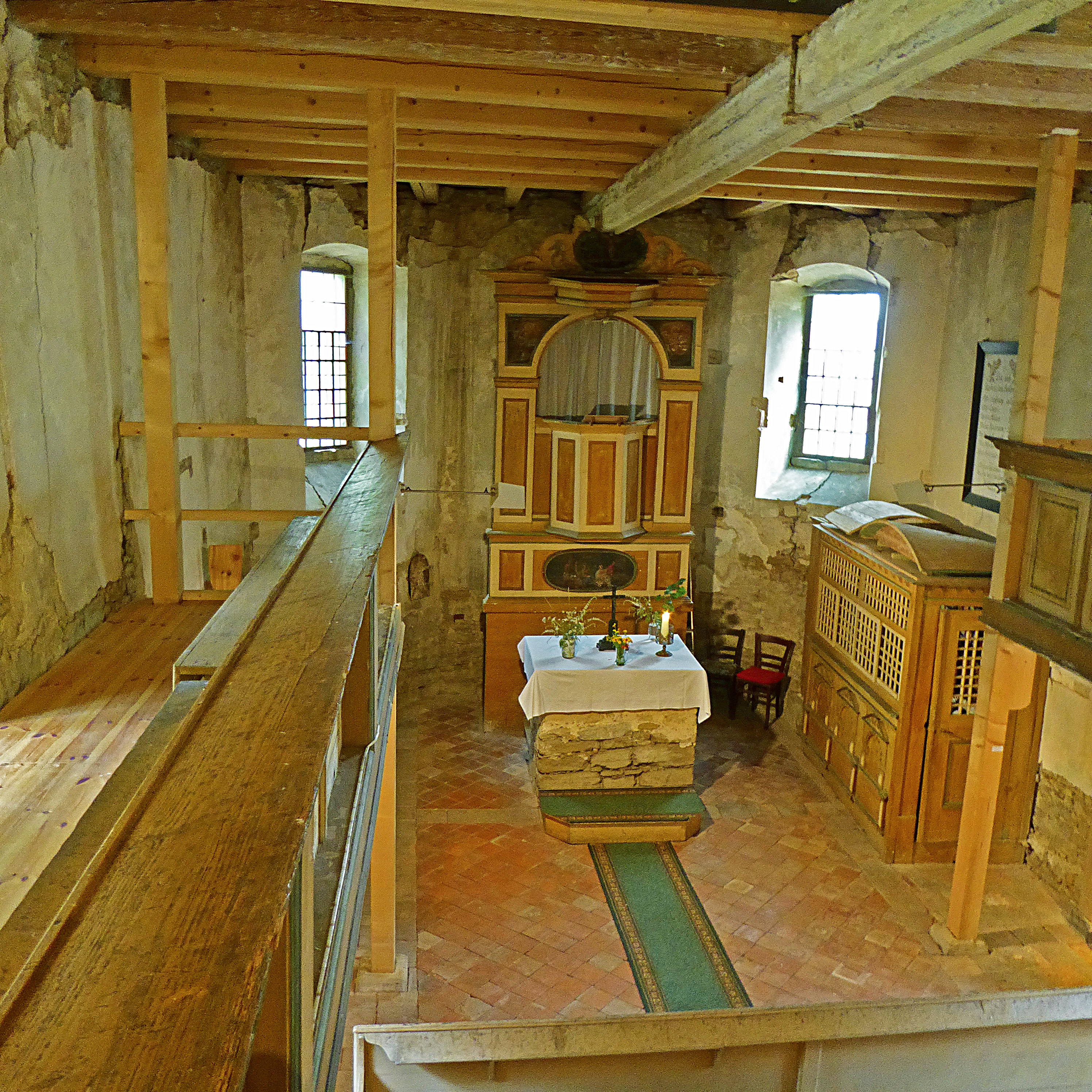
Blick von der Empore zum Altar

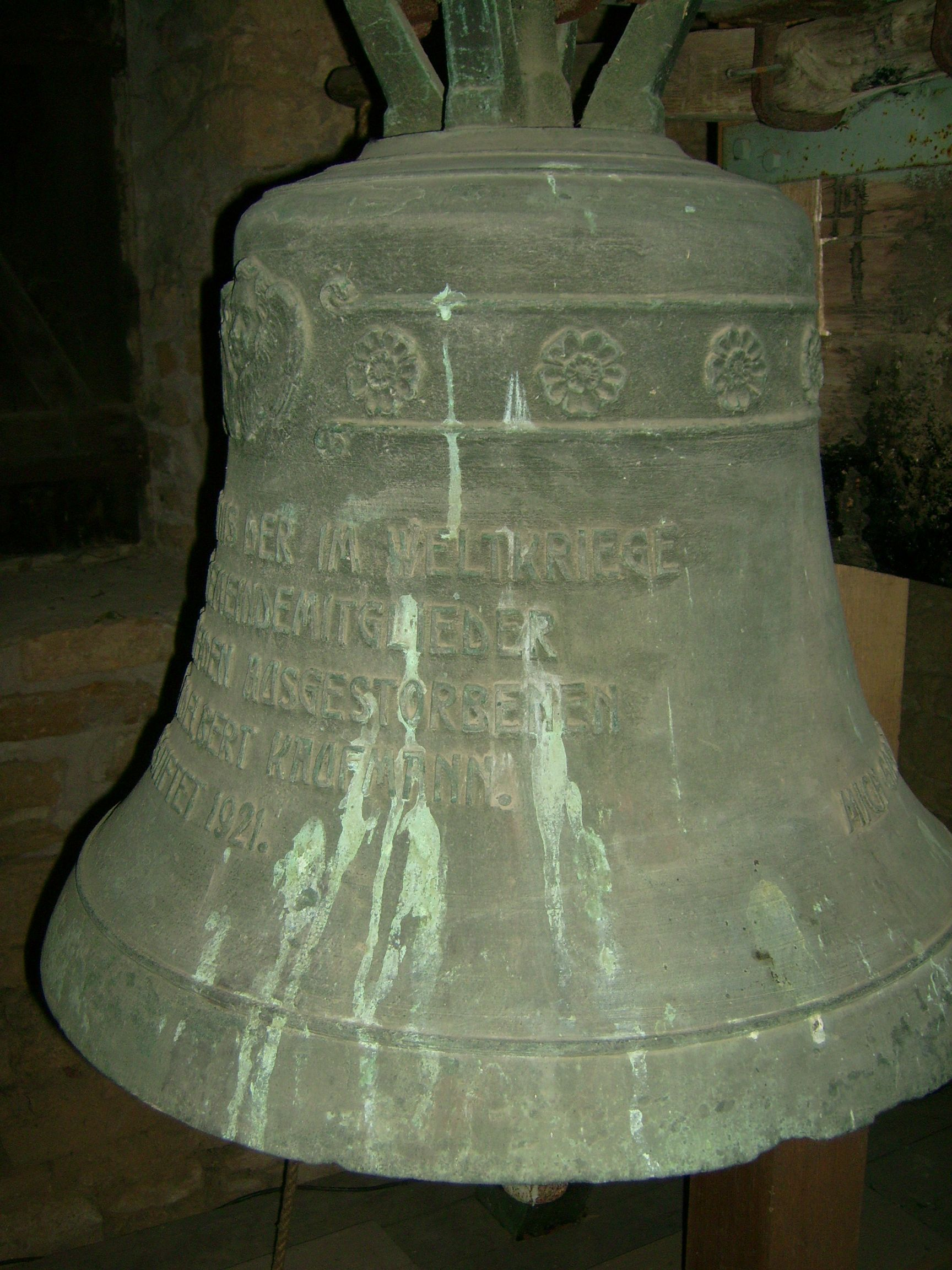
Die Störmer-Glocke

Die evangelisch-lutherische denkmalgeschützte Kirche St. Cyriakus steht hoch auf einer Anhöhe im ummauerten Kirchfriedhof von Weiden, einem Ortsteil der Landgemeinde Am Ettersberg im Landkreis Weimarer Land in Thüringen.
Die Bergkirche St. Cyriakus gehört zum Gemeindeteil Weiden der Kirchengemeinde Buttelstedt im Pfarrbereich 12-Kirchenland im Kirchenkreis Apolda-Buttstädt der Evangelischen Kirche in Mitteldeutschland.

## Beschreibung
Die kleine Saalkirche aus Bruchsteinen ist 1612 durch Umbau einer bestehenden Kirche entstanden. Im Westen steht der Kirchturm, der mit einer Haube bedeckt ist, die von einer Laterne gekrönt ist. Im 18. Jahrhundert wurde das mit einem Satteldach bedeckte Kirchenschiff erhöht.
Der Innenraum des Kirchenschiffs hat eingeschossige Emporen und ist mit einer Holzbalkendecke, der des Turms mit einem steinernen Tonnengewölbe überspannt. Die Balkendecke wird von einem Unterzug ohne Pfeiler gestützt. Die sehr dünnen Pfeiler, eher Pfosten, an den östlichen Enden der Emporen reichen bis zur Decke, aber an den Winkeln der Seitenemporen zur Orgelempore gibt es keine Stützen zur Decke.
Zur Kirchenausstattung gehört ein einfacher Kanzelaltar aus der Mitte des 18. Jahrhunderts.
Die Orgel mit fünf Registern, verteilt auf zwei Manuale und Pedal, wurde 1933 von E. F. Walcker & Cie. gebaut. Sie ist heute nicht mehr vorhanden. Einige Teile wurden ins Backhaus ausgelagert.
Im Turm läuten zwei Bronzeglocken. Die größere entstand 1921 durch Christian Störmer (Erfurt). Auf ihren Flanken ist zu lesen:  /ZUM GEDAECHTNIS DER IM WELTKRIEGE//GEFALLENEN GEMEINDEMITGLIEDER//UND DER IN WEIDEN AUSGESTORBENEN//FAMILIE ADELBERT KAUFMANN.//GESTIFTET 1921./ sowie /MICH GOSS MEISTER STOERMER ZU ERFURT 1921./  Die kleinere gossen 1776 die Gebrüder Johann Georg und Johann Gottfried Ulrich (Apolda), was auf dem Wolm auch vermerkt wurde. AUF KOSTEN DER GEMEINDE WEIDEN GOSS MICH I. GEORG UND I. GOTTF. ULRICH IN APOLDA.